# هانس هاغا
هانس هاغا هو نقابي وسياسي نرويجي، ولد في 8 ديسمبر 1924 في نانستاد في النرويج، وتوفي في 22 يونيو 2008 في نيس، آكرشوس في النرويج.